# إيركيل أوديفريه
إيركيل أوديفريه Hercule Audiffret (15 مايو 1603 - 6 أو 16 أبريل 1659) (المعروف باسم "الأب إيركيل")   كان خطيبًا فرنسيًا وكاتبًا دينيًا ورئيسًا عامًا لمجمع المذاهب. وكان عم إسبري فليشييه. .
ولد هرقل أوديفريت في كاربينتراس. 
انضم إيركيل أوديفريت إلى مجمع المذاهب في عام 1620.  
كان أول رئيس عام لمجمع المذاهب من 1647 إلى 1653،  بعد انفصال المجمع عن الآباء السوماسكان. 
توفي في باريس. 